# War Tour
Il War Tour è stato il settimo tour del gruppo rock irlandese degli U2 svoltosi tra il 1982 e il 1983 in seguito alla pubblicazione dell'omonimo album.
La data di Red Rock a Denver in Colorado venne immortalata nell'album live Under a Blood Red Sky e nel video Live at Red Rocks.

## Canzoni suonate[1]
| Boy (1980)        | I Will Follow (90) - Out Of Control (87) - The Electric Co. (87) - Twilight (82) - A Day Without Me (65) - An Cat Dubh (55) - Into The Heart (55) - The Ocean (11) |
| October (1981)    | Gloria (92) - I Fall Down (81) - October (80) - I Threw A Brick Through A Window (65) - Tomorrow (34) - Fire (13)                                                  |
| War (1983)        | New Year's Day (94) - Sunday Bloody Sunday (94) - Surrender (87) - 40 (77) - Two Hearts Beat As One (74) - Seconds (73) - Like A Song (1)                          |
| Non-album singles | 11 O'Clock Tick Tock (83) - A Celebration (21) |
| B-sides           | Party Girl (57) |
| Cover             | Knockin' On Heaven's Door (2) - A Hard Rain's A-Gonna Fall (1) |

## Live at Red Rocks
Di seguito la scaletta del concerto al Red Rocks Amphitheatre di Denver del 5 giugno 1983, dal quale è tratto il video Live at Red Rocks:
1. Out of Control
2. Twilight
3. An Cat Dubh
4. Into The Heart
5. Surrender
6. Two Hearts Beat As One
7. Seconds
8. Sunday Bloody Sunday
9. The Cry/The Electric Co.
10. I Fall Down (assente nel video)
11. October
12. New Year's Day
13. I Threw A Brick Through A Window
14. A Day Without Me
15. Gloria
16. Party Girl
17. 11 O'Clock Tick Tock
18. I Will Follow
19. '40'[2]

## Formazione

### U2
- Bono - voce, chitarra
- The Edge - chitarra, pianoforte, basso (40), cori
- Adam Clayton - basso, chitarra (40), cori
- Larry Mullen Jr. - batteria, percussioni, cori

## Immagini

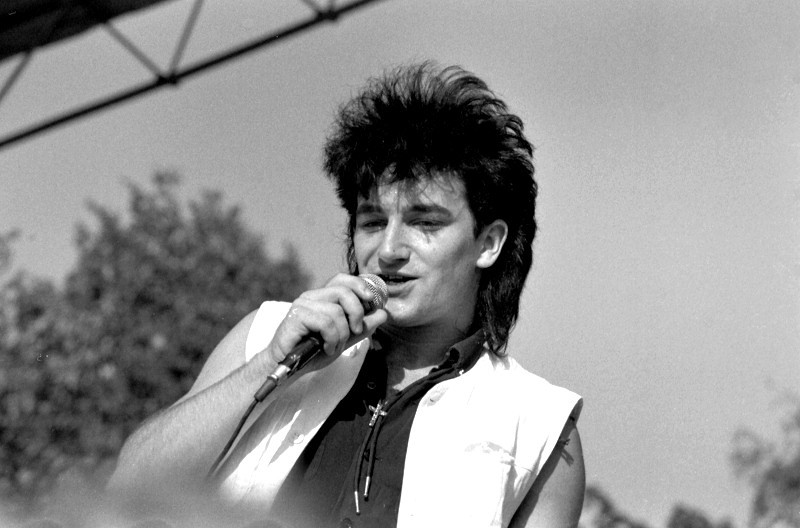
Bono durante un concerto in Norvegia durante il War Tour nel 1983.

## Date del tour
| №                     | Data             | Città               | Nazione          | Luogo                                      |
| --------------------- | ---------------- | ------------------- | ---------------- | ------------------------------------------ |
| Prima tappa           |                  |                     |                  |                                            |
| Europa (Pre-War Tour) |                  |                     |                  |                                            |
| 1                     | 1º dicembre 1982 | Glasgow             | Scozia           | Tiffany's                                  |
| 2                     | 2 dicembre 1982  | Manchester          | Inghilterra      | Apollo                                     |
| 3                     | 3 dicembre 1982  | Leicester           | Inghilterra      | De Montfort Hall                           |
| 4                     | 4 dicembre 1982  | Birmingham          | Inghilterra      | Odeon                                      |
| 5                     | 5 dicembre 1982  | Londra              | Inghilterra      | Lyceum Ballroom                            |
| 6                     | 6 dicembre 1982  | Londra              | Inghilterra      | Hammersmith Palais                         |
| 7                     | 8 dicembre 1982  | Utrecht             | Paesi Bassi      | Muziekcentrum Vredenburg                   |
| 8                     | 9 dicembre 1982  | Groninga            | Paesi Bassi      | Martinihal                                 |
| 9                     | 10 dicembre 1982 | Mechelen            | Belgio           | Volksbelang                                |
| 10                    | 11 dicembre 1982 | Deinze              | Belgio           | Brielport                                  |
| 11                    | 12 dicembre 1982 | Genk                | Belgio           | Limburghal                                 |
| 12                    | 14 dicembre 1982 | Copenaghen          | Danimarca        | Falkoner Theatre                           |
| 13                    | 15 dicembre 1982 | Stoccolma           | Svezia           | Konserthuset                               |
| 14                    | 16 dicembre 1982 | Oslo                | Norvegia         | unknown                                    |
| 15                    | 18 dicembre 1982 | Cork                | Irlanda          | City Hall                                  |
| 16                    | 19 dicembre 1982 | Galway              | Irlanda          | Leisureland                                |
| 17                    | 20 dicembre 1982 | Belfast             | Irlanda del Nord | Maysfield Leisure Centre                   |
| 18                    | 22 dicembre 1982 | Dublino             | Irlanda          | SFX                                        |
| 19                    | 23 dicembre 1982 | Dublino             | Irlanda          | SFX                                        |
| 20                    | 24 dicembre 1982 | Dublino             | Irlanda          | SFX                                        |
| Seconda tappa         |                  |                     |                  |                                            |
| Europa                |                  |                     |                  |                                            |
| 21                    | 26 febbraio 1983 | Dundee              | Scozia           | Caird Hall                                 |
| 22                    | 27 febbraio 1983 | Aberdeen            | Scozia           | Capitol Theatre                            |
| 23                    | 28 febbraio 1983 | Edimburgo           | Scozia           | Edinburgh Playhouse                        |
| 24                    | 1º marzo 1983    | Newcastle upon Tyne | Inghilterra      | City Hall                                  |
| 25                    | 2 marzo 1983     | Lancaster           | Inghilterra      | Lancaster University                       |
| 26                    | 3 marzo 1983     | Liverpool           | Inghilterra      | Royal Court Theatre                        |
| 27                    | 4 marzo 1983     | Hanley              | Inghilterra      | Victoria Hall                              |
| 28                    | 6 marzo 1983     | Portsmouth          | Inghilterra      | Guildhall                                  |
| 29                    | 7 marzo 1983     | Bristol             | Inghilterra      | Colston Hall                               |
| 30                    | 8 marzo 1983     | Exeter              | Inghilterra      | Università di Exeter                       |
| 31                    | 9 marzo 1983     | Poole               | Inghilterra      | Arts Centre                                |
| 32                    | 10 marzo 1983    | Birmingham          | Inghilterra      | Odeon                                      |
| 33                    | 11 marzo 1983    | Cardiff             | Galles           | St David's Hall                            |
| 34                    | 13 marzo 1983    | Brighton            | Inghilterra      | Top Rank                                   |
| 35                    | 14 marzo 1983    | Londra              | Inghilterra      | Hammersmith Odeon                          |
| 36                    | 15 marzo 1983    | Ipswich             | Inghilterra      | Gaumont Theatre                            |
| 37                    | 17 marzo 1983    | Sheffield           | Inghilterra      | City Hall                                  |
| 38                    | 18 marzo 1983    | Leeds               | Inghilterra      | Leeds University                           |
| 39                    | 19 marzo 1983    | Manchester          | Inghilterra      | Apollo                                     |
| 40                    | 20 marzo 1983    | Derby               | Inghilterra      | Assembly Rooms                             |
| 41                    | 21 marzo 1983    | Londra              | Inghilterra      | Hammersmith Odeon                          |
| 42                    | 22 marzo 1983    | Londra              | Inghilterra      | Hammersmith Odeon                          |
| 43                    | 24 marzo 1982    | Glasgow             | Scozia           | Tiffany's                                  |
| 44                    | 25 marzo 1983    | Liverpool           | Inghilterra      | Royal Court Theatre                        |
| 45                    | 26 marzo 1983    | Newcastle upon Tyne | Inghilterra      | City Hall                                  |
| 46                    | 27 marzo 1983    | Birmingham          | Inghilterra      | Odeon                                      |
| 47                    | 28 marzo 1983    | Nottingham          | Inghilterra      | Royal Centre                               |
| 48                    | 29 marzo 1983    | Londra              | Inghilterra      | Hammersmith Palais                         |
| 49                    | 3 aprile 1983    | Bourges             | Francia          | Festival De Printemps                      |
| Terza tappa           |                  |                     |                  |                                            |
| Nord America          |                  |                     |                  |                                            |
| 50                    | 23 aprile 1983   | Chapel Hill         | Stati Uniti      | Kenan Memorial Stadium                     |
| 51                    | 24 aprile 1983   | Norfolk             | Stati Uniti      | Chrysler Hall                              |
| 52                    | 25 aprile 1983   | College Park        | Stati Uniti      | Ritchie Coliseum                           |
| 53                    | 27 aprile 1983   | Auburn              | Stati Uniti      | Cayuga County Community College Gym        |
| 54                    | 28 aprile 1983   | Rochester           | Stati Uniti      | Rochester Institute of Technology Ice Rink |
| 55                    | 29 aprile 1983   | Delhi               | Stati Uniti      | State University of New York at Delhi      |
| 56                    | 30 aprile 1983   | Providence          | Stati Uniti      | Brown University                           |
| 57                    | 1º maggio 1983   | Stony Brook         | Stati Uniti      | State University of New York               |
| 58                    | 3 maggio 1983    | Pittsburgh          | Stati Uniti      | Fulton Theater                             |
| 59                    | 5 maggio 1983    | Boston              | Stati Uniti      | Orpheum Theatre                            |
| 60                    | 6 maggio 1983    | Boston              | Stati Uniti      | Orpheum Theatre                            |
| 61                    | 7 maggio 1983    | Albany              | Stati Uniti      | State University of New York               |
| 62                    | 8 maggio 1983    | Hartford            | Stati Uniti      | Trinity College                            |
| 63                    | 10 maggio 1983   | New Haven           | Stati Uniti      | Woolsey Hall                               |
| 64                    | 11 maggio 1983   | New York            | Stati Uniti      | Palladium                                  |
| 65                    | 12 maggio 1983   | Passaic             | Stati Uniti      | Capitol Theatre                            |
| 66                    | 13 maggio 1983   | Upper Darby         | Stati Uniti      | Tower Theater                              |
| 67                    | 14 maggio 1983   | Upper Darby         | Stati Uniti      | Tower Theater                              |
| 68                    | 16 maggio 1983   | Buffalo             | Stati Uniti      | Shea Center                                |
| 69                    | 17 maggio 1983   | Toronto             | Canada           | Massey Hall                                |
| 70                    | 19 maggio 1983   | Cleveland           | Stati Uniti      | Music Hall                                 |
| 71                    | 20 maggio 1983   | Detroit             | Stati Uniti      | Grand Circus Theater                       |
| 72                    | 21 maggio 1983   | Chicago             | Stati Uniti      | Aragon Ballroom                            |
| 73                    | 22 maggio 1983   | Minneapolis         | Stati Uniti      | Northrop Auditorium                        |
| 74                    | 25 maggio 1983   | Vancouver           | Canada           | Queen Elizabeth Theatre                    |
| 75                    | 26 maggio 1983   | Seattle             | Stati Uniti      | Parmount Theatre                           |
| 76                    | 27 maggio 1983   | Portland            | Stati Uniti      | Parmount Theatre                           |
| 77                    | 30 maggio 1983   | Devore              | Stati Uniti      | Glen Helen Regional Park                   |
| 78                    | 1º giugno 1983   | San Francisco       | Stati Uniti      | Civic Auditorium                           |
| 79                    | 3 giugno 1983    | Salt Lake City      | Stati Uniti      | Salt Palace Assembly Hall                  |
| 80                    | 5 giugno 1983    | Denver              | Stati Uniti      | Red Rocks Amphitheatre                     |
| 81                    | 6 giugno 1983    | Boulder             | Stati Uniti      | University of Colorado                     |
| 82                    | 7 giugno 1983    | Wichita             | Stati Uniti      | Cotillion Ballroom                         |
| 83                    | 8 giugno 1983    | Kansas City         | Stati Uniti      | Memorial Hall                              |
| 84                    | 9 giugno 1983    | Tulsa               | Stati Uniti      | Brady Theater                              |
| 85                    | 10 giugno 1983   | Norman              | Stati Uniti      | Lloyd Noble Center                         |
| 86                    | 11 giugno 1983   | Austin              | Stati Uniti      | The Meadows                                |
| 87                    | 13 giugno 1983   | Dallas              | Stati Uniti      | Bronco Bowl                                |
| 88                    | 14 giugno 1983   | Houston             | Stati Uniti      | Houston Music Hall                         |
| 89                    | 17 giugno 1983   | Los Angeles         | Stati Uniti      | Sports Arena                               |
| 90                    | 21 giugno 1983   | Orlando             | Stati Uniti      | Jai Alai Fronton Hall                      |
| 91                    | 22 giugno 1983   | Tampa               | Stati Uniti      | Curtis Hixon Hall                          |
| 92                    | 23 giugno 1983   | Miami               | Stati Uniti      | Sunrise Musical Theater                    |
| 93                    | 24 giugno 1983   | Jacksonville        | Stati Uniti      | Civic Auditorium                           |
| 94                    | 25 giugno 1983   | Atlanta             | Stati Uniti      | Atlanta Civic Center                       |
| 95                    | 27 giugno 1983   | New Haven           | Stati Uniti      | Coliseum                                   |
| 96                    | 28 giugno 1983   | Worcester           | Stati Uniti      | Centrum                                    |
| 97                    | 29 giugno 1983   | New York            | Stati Uniti      | Pier 84                                    |
| Quarta tappa          |                  |                     |                  |                                            |
| Europa                |                  |                     |                  |                                            |
| 98                    | 2 luglio 1983    | Torhout             | Belgio           | Torhout Festival                           |
| 99                    | 3 luglio 1983    | Werchter            | Belgio           | Werchter Festival                          |
| 100                   | 14 agosto 1983   | Dublino             | Irlanda          | Phoenix Park Racecourse                    |
| 101                   | 20 agosto 1983   | Sankt Goarshausen   | Germania Ovest   | Lorelei Amphitheatre                       |
| 102                   | 21 agosto 1983   | Oslo                | Norvegia         | Kalvøya Festival                           |
| Quinta tappa          |                  |                     |                  |                                            |
| Pacifico              |                  |                     |                  |                                            |
| 103                   | 16 novembre 1983 | Honolulu            | Stati Uniti      | NBC Arena                                  |
| 104                   | 22 novembre 1983 | Osaka               | Giappone         | Festival Hall                              |
| 105                   | 23 novembre 1983 | Seto                | Giappone         | Seto-shi Bunka Centre                      |
| 106                   | 26 novembre 1983 | Tokyo               | Giappone         | Nakano Sun Plaza                           |
| 107                   | 27 novembre 1983 | Tokyo               | Giappone         | Nakano Sun Plaza                           |
| 108                   | 29 novembre 1983 | Tokyo               | Giappone         | Nakano Sun Plaza                           |
| 109                   | 30 novembre 1983 | Tokyo               | Giappone         | Nakano Sun Plaza                           |